# San Jerónimo (Copán)
San Jerónimo è un comune dell'Honduras facente parte del dipartimento di Copán.
Il comune venne istituito il 28 gennaio 1919.